# エリーザベト・シャルロッテ・フォン・デア・プファルツ (1597-1660)
エリーザベト・シャルロッテ・フォン・デア・プファルツ（Elisabeth Charlotte von der Pfalz, 1597年11月19日 - 1660年4月26日）は、ドイツのプファルツ＝ジンメルン家の公女で、ブランデンブルク選帝侯ゲオルク・ヴィルヘルムの妻。大選帝侯フリードリヒ・ヴィルヘルムの母親である。

## 生涯
プファルツ選帝侯フリードリヒ4世とその妻でオラニエ公ウィレム1世の娘であるルイーゼ・ユリアナの間の第4子、三女として生まれた。1616年7月24日にハイデルベルクにおいて、ブランデンブルク選帝侯家の世継ぎ公子ゲオルク・ヴィルヘルムと結婚した。この縁組はドイツのプロテスタント有力諸侯家門であるブランデンブルクとプファルツの両選帝侯家の同盟関係を強めるための政略結婚であった。
1618年、プロテスタント同盟の盟主だった兄のプファルツ選帝侯フリードリヒ5世（冬王）が、皇帝に反旗を翻したボヘミア等族の反乱（Ständeaufstand in Böhmen (1618)）によってボヘミアの対立王に推戴された結果、三十年戦争が勃発した。ゲオルク・ヴィルヘルムは気が弱く意志薄弱で、エリーザベト・シャルロッテに押し切られ、白山の戦いに敗れてボヘミアを追われたフリードリヒ5世をブランデンブルク領内の都市キュストリン（現在のポーランド領ルブシュ県コストシン・ナド・オドロン）に匿った。このためブランデンブルク選帝侯家はオーストリア皇帝家との対立をさらに深めることになり、ますます立場を危うくした。
ブランデンブルク＝プロイセンの領内は三十年戦争中、大きく動揺した。親墺派でカトリック信徒の宰相アダム・フォン・シュヴァルツェンベルク伯爵（Adam von Schwarzenberg）が実権を握り、宰相に反発する野党の「プロテスタント宮廷派（Protestantischen Hofpartei）」が対抗した。後任の宰相オットー・フォン・シュヴェリーン（Otto von Schwerin）男爵は、1637年にエリーザベト・シャルロッテの宮廷に召し抱えられてから出世した人物であった。
エリーザベト・シャルロッテは大選帝侯を産み育てた母として評価されることが多い。長男フリードリヒ・ヴィルヘルムの教育をよく監督し、侍従のヨハン・フリードリヒ・フォン・カルクム（Johann Friedrich von Kalkum）に傅育係を命じた。そして息子にプロテスタント信徒としての自覚を叩き込んだ。大選帝侯は当時としては異例なほどに母を深く慕っていたという。夫と死別後、クロッセン・アン・デア・オーダー（現在のポーランド領ルブシュ県クロスノ・オジャンスキェ）で寡婦としての余生を送った。

## 子女
- ルイーゼ・シャルロッテ（1617年 - 1676年） - 1645年、クールラント公ヤーコプ・ケトラーと結婚
- フリードリヒ・ヴィルヘルム（1620年 - 1688年） - ブランデンブルク選帝侯
- ヘートヴィヒ・ゾフィー（1623年 - 1683年） - 1649年、ヘッセン＝カッセル方伯ヴィルヘルム6世と結婚
- ヨハン・ジギスムント（1624年）